# Verdon (folyó)
A Verdon folyó Franciaország délkeleti részén, Provence-Alpes-Côte d’Azur régióban, a Rhône-ba torkolló Durance bal oldali mellékfolyója. Több mint 20 km hosszú szurdoka, a Verdon-kanyon Európa-szerte híres. 

## Ismertetése

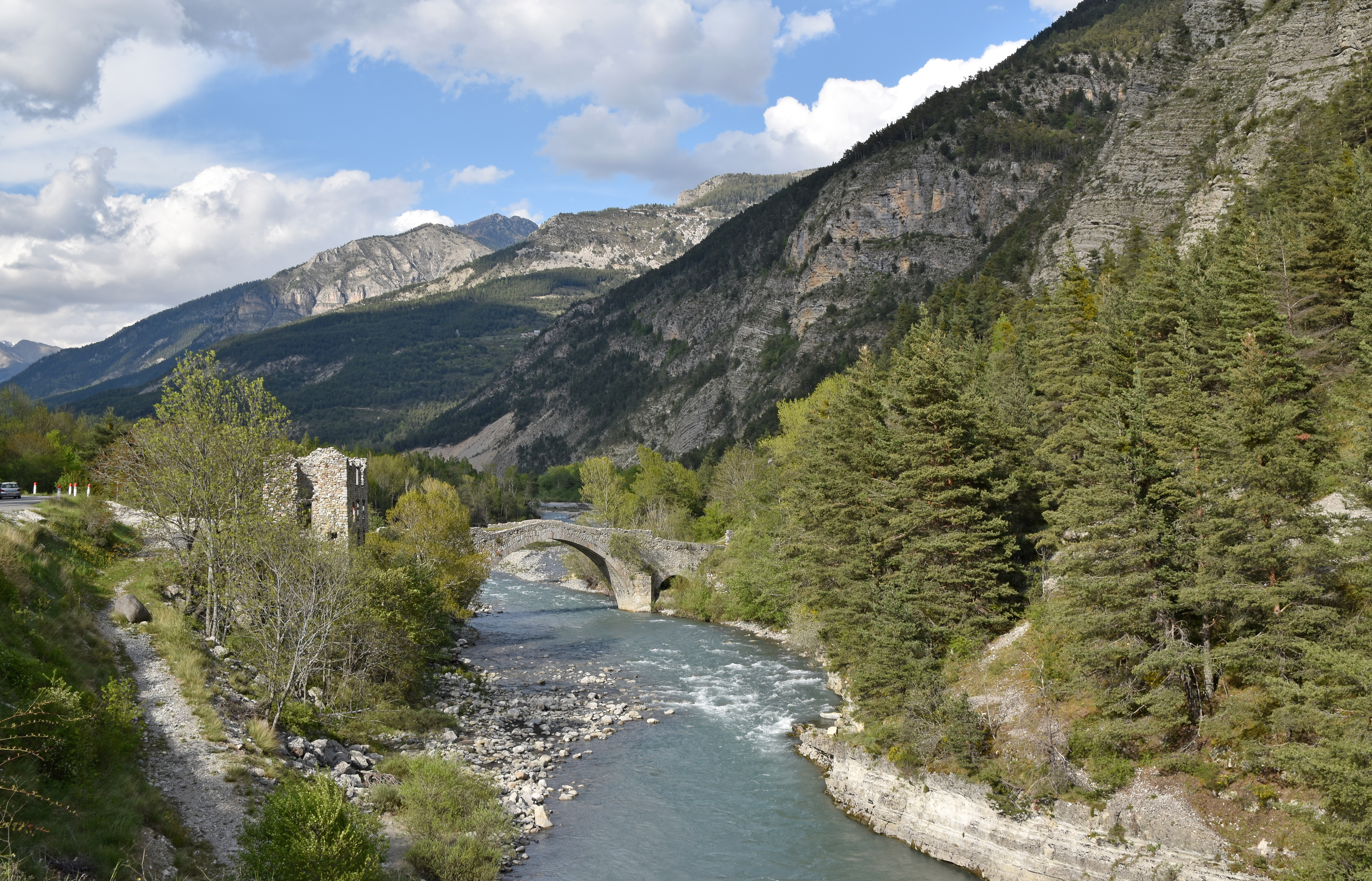
Híd a Verdon felső folyásán, Thorame-Haute falunál (2016

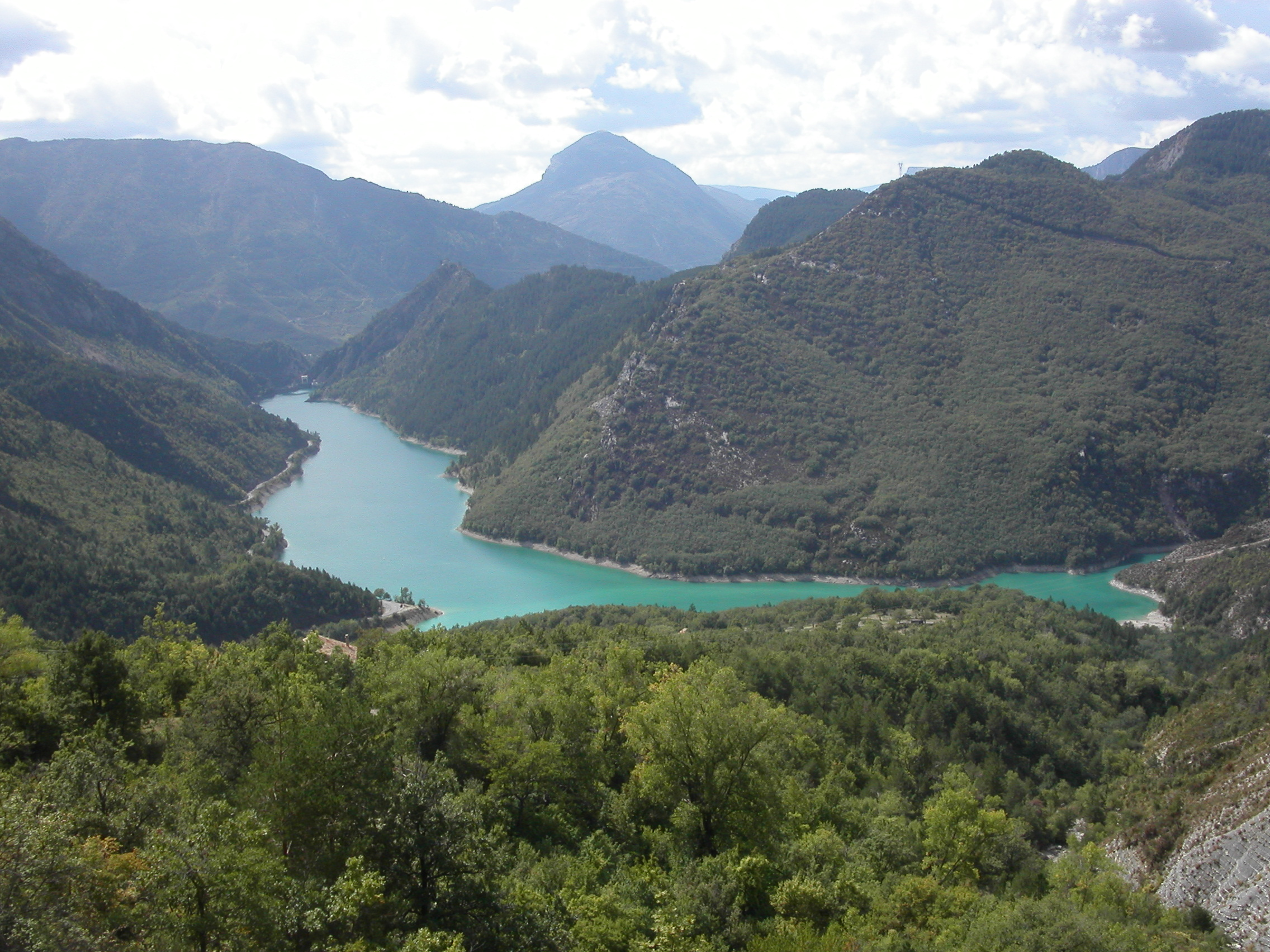
A Chaudanne-víztározó Castellane felett

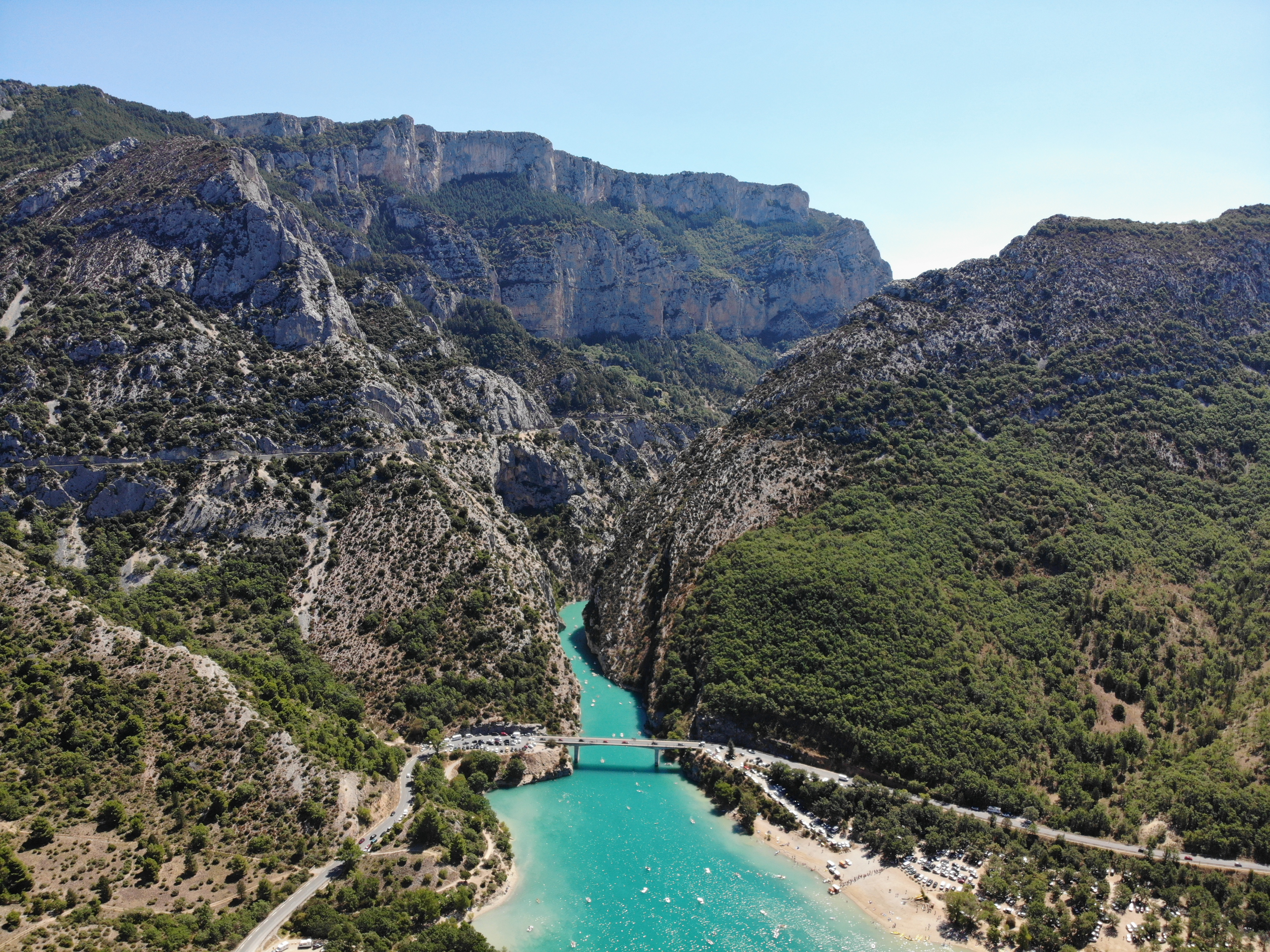
A kanyonból a tóba érkező folyó a Galetas híddal

Az Alpok franciaországi területének déli részén, az Allos-hágó (col d’Allos) és a Trois-Evêchés-hegység között, az utóbbihoz tartozó Tête de la Sestrière-hegy lábánál ered, három forrásága van. Nevét jellegzetes kékeszöld árnyalatú, türkizkéktől smaragdzöldig váltakozó színű vizéről kapta.
Alpes-de-Haute-Provence és Var megye területén folyik, egy hosszabb szakasza a két megye határán. Vinon-sur-Verdon közelében ömlik a Durance-ba, ez a torkolati terület már Bouches-du-Rhône megyéhez tartozik. [vizének egy része Marseille-t és néhány más tengerparti várost lát el vízzel].
Kezdetben északról lezúduló, nagy esésű hegyi folyó. Felső folyásán több mint 2000 m tengerszint feletti magasságból 45 km futás alatt 900 m-es magasságig ereszkedik le. Ezen a részen, Saint-André-les-Alpes mellett keresztezi a Nizza–Digne-les-Bains méteres nyomtávolságú vasútvonal. 
A dél felé tartó folyó Castellane körzetében nyugat-délnyugat felé fordul. Középső folyásán a mészkőhegyek között egyre nagyobb szurdokokat képez, meredek sziklafalak között folytatja útját. A szurdokok felett kiépített út számos kilátóponthoz vezet. Ez a híres gorges du Verdon (gorzs dü Verdon), a Verdon-szurdok, amely Castellane után kezdődik és folyásirányban lefelé a Sainte-Croix-tóig húzódik, hossza 21 km. A folyónak ezen a szakaszán három részt különböztetnek meg:
- a szurdokokat bevezető részt (prégorge), Castellane-tól egy Pont-de-Soleils nevű helyig
- a szurdokokat (les gorges), La Palud-sur-Verdon körzetében az Imbutnak nevezett helyig
- a kanyont (le canyon, Grand Canyon), a Moustiers-Sainte-Marie-nál épült hídig.

A Verdont kisebb hegyi folyók táplálják: északról a Rouvet és a Bau, délről a Jabron és az Artuby. A szurdokok fölötti hegyeket karsztos képződmények borítják, a felszíni vízfolyások ritkák.
A Galetas hídnál a kanyon egyszerre végetér, és a Verdon a Sainte-Croix-tóba ömlik (lac de Sainte-Croix). A több mint 10 km hosszan elnyúló mesterséges tavat az azonos nevű duzzasztógát megépítésével hozták létre 1973-ban. Hossza több mint 10 km, szélessége néhol eléri a 2 km-t. Ez Franciaország legmélyebb mesterséges tava, egy pontján 93 m mély. Területe 22 m², a negyedik legnagyobb mesterséges tó (a Der-Chantecoq-, a Serre-Ponçon- és az Orient-tó után). Nyaranta turisták és a vízisportok kedvelői tömegesen keresik fel. A tóparthoz közeli legismertebb település Moustiers-Sainte-Marie, többek között mázas kerámiáiról híres.
A 20. században öt gátat és vízerőműt építettek a folyón. Az így kialakult mesterséges tavak közül a Chaudanne- és a Castillon-tó a szurdokok feletti folyószakaszon, Castellane körzetében létesült, a másik kettő a Verdon alsó folyásán, a Sainte-Croix-tó „után”: a Quinson- és az Esparron-tó. 
A Verdon alsó folyását a „Grand Canyon” kijárata és a Durance-szal való egyesülése között gátak, tavak és szelidebb tájak sora jellemzi. A Sainte-Croix-tóból kilépő folyó szűk, rövid szurdokban folytatódik (gorges de Baudinard), majd kisebb tavakon át csordogál Quinson településig.  Onnantól az Esparron-tóig kb. 8 km hosszan ismét szurdokvölgyben folyik: ezek a folyó ún. alsó szurdokai (basses gorges du Verdon). Ez a két szurdok alacsonyabb hegyeken és mediterrán jellegű erdőkön keresztül vezet, ami szelidebb, békés jellegét adja. A terület a Verdon Regionális Természetvédelmi Park része. Az Esparron-tó környékén még láthatók a 19. század végén kiépített Verdon-csatorna maradványai, melyeken át egykor a folyó vize eljutott Aix-en-Provence-ba. 

## Mellékfolyói

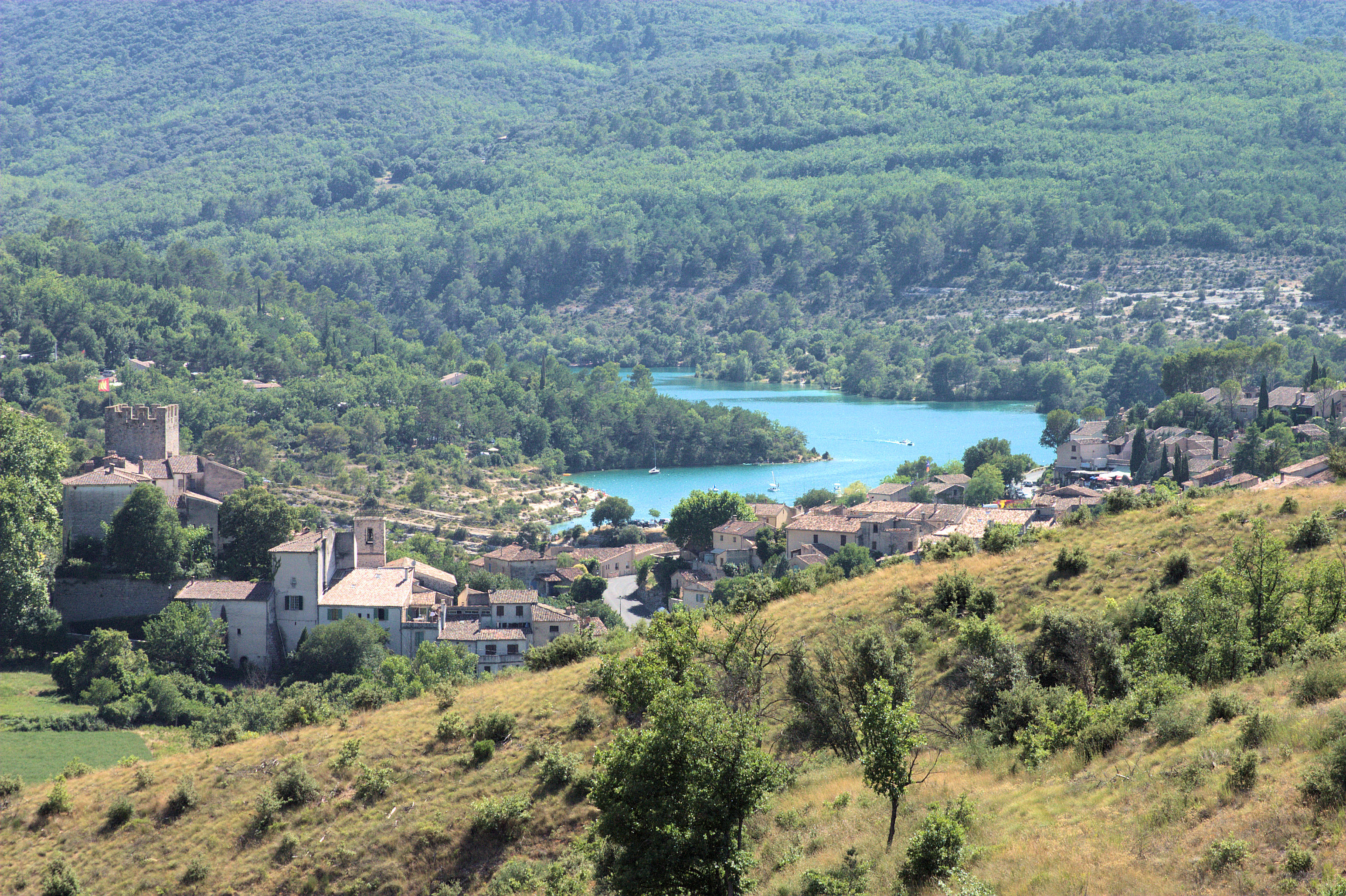
Esparron-de-Verdon és környéke, Alsó-Verdon

A Verdont számos kisebb mellékfolyó táplálja, köztük az Artuby és a Baou, melyek a kanyonban ömlenek bele.
- Lance (balról)
- Issole (jobbról)
- Jabron (balról)
- Bau vagy Baou (jobbról)
- Artuby (balról)
- Colostre (jobbról)